# Institut culturel finlandais pour le Benelux

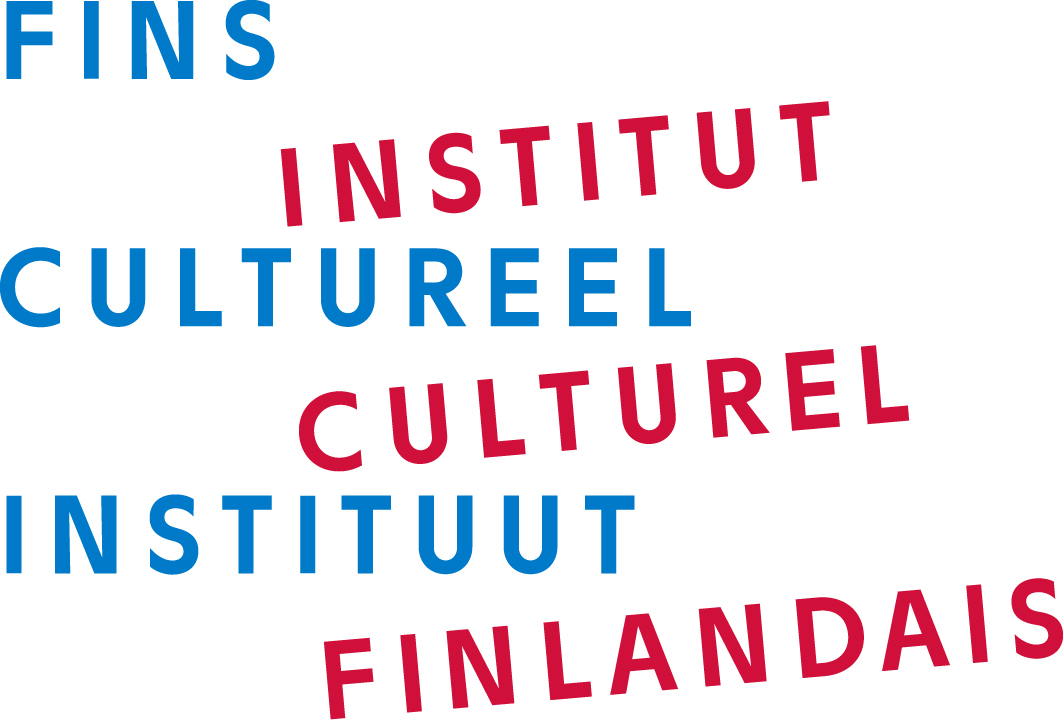

L'Institut culturel finlandais pour le Benelux est un institut culturel basé à Bruxelles. Fondé en 1993, l’institut a pour champ d’action les Pays-Bas, la Belgique et le Luxembourg. L’Institut est l’un des 17 instituts culturels et scientifiques finlandais. C’est un organisme d’intérêt public indépendant financé par le ministère finlandais de l’Éducation et de la Culture ainsi que par un grand nombre de fondations et autres fonds tant publics que privés. La gestion de l’institut est assurée par la Fondation de l’Institut finlandais.

## Histoire
À son ouverture en 1993, l’Institut culturel finlandais pour le Benelux a commencé par fonctionner en tant que Centre culturel finlandais en Belgique. Les premières années, le centre était locataire de locaux appartenant à l’église finlandaise des marins à Anvers. C’est en 1996 que l’activité du futur institut s’est étendue aux autres pays du Benelux. Dans les premiers temps de l’existence du centre culturel, la responsable du secrétariat était Iiris Kivimäki (1993-1994), avant la nomination au poste de directrice de Marjatta Oksanen (1994-1996) puis de Johanna Lindstedt (1997-2001).
Dans les années 1990 et au début des années 2000, la programmation du centre culturel fut souvent axée sur des thèmes spécifiques comme par exemple la lumière ou la forêt. Les locaux du centre servirent alors de cadre à des expositions, concerts, conférences ou lectures d’écrivains et autres débats publics en rapport avec le thème choisi. Le travail du Centre culturel consistait alors essentiellement en une coopération avec les organismes culturels des trois pays de sa compétence d’une part, avec les instituts culturels des autres pays d’autre part. Le Centre culturel finlandais participa également à la création à Bruxelles du réseau EUNIC regroupant les instituts culturels nationaux des différents pays membres de l’UE. Dans le même temps, le Centre culturel apporta sa contribution active à la mise en place en Finlande du réseau des instituts culturels et scientifiques finlandais.
En 2002, ce fut au tour d'Irma Hjelt d’être nommée directrice du centre, dont le nom fut modifié en 2005 en Institut finlandais pour le Benelux ; l’année suivante, l’institut quitta Anvers pour s’installer à Bruxelles. Les nouveaux locaux de l’institut ne permettant pas d’organiser des expositions ou des concerts, l’activité commença alors à se focaliser prioritairement sur la coopération avec les acteurs culturels locaux, ainsi que tout particulièrement avec les instituts culturels nationaux des autres pays européens. 
En 2007, la direction de l’institut fut confiée à Kalle Jämsén ; pendant son mandat, l’institut continua à affirmer sa vocation de facilitateur de réseaux relationnels entre professionnels de l’art et de la culture. 
Sirpa Hietanen fut en poste de directrice depuis 2010. Au cours de son mandat, l’institut mit l’accent sur différents projets au long cours ainsi que sur la création de réseaux relationnels individuels. L’Institut finlandais pour le Benelux n’organisa pas d’événements culturels dans ses murs mais agit en partenariat avec des professionnels locaux de la sphère culturelle pour la mise en place d’événements dans les trois pays de sa compétence. En 2014, la Fondation pour l’Institut finlandais pour le Benelux a choisi Aleksi Malmberg comme nouveau directeur de l’institut. Ancien directeur des programmes du Helsinki Festival, Aleksi Malmberg prendra ses fonctions le 1er novembre 2014.

## Activités
L’Institut culturel finlandais pour le Benelux joue un rôle d’intermédiaire entre acteurs culturels finlandais et des trois pays où il a vocation à intervenir. L’institut est un organisme expert ayant pour mission d’apporter des informations et de susciter des contacts au sein du champ culturel pris au sens le plus large.
L’institut offre aux artistes et aux organismes culturels des opportunités d’entrer en dialogue, de faire naître des projets nouveaux et de développer des possibilités de travail en commun, son objectif étant de mettre en place une coopération durable et de longue haleine entre artistes finlandais et des pays du Benelux et autres professionnels de la culture des pays concernés.
L’institut mène une action qui couvre l’ensemble de la vie culturelle. Parmi ses domaines de compétence figurent par exemple les arts plastiques, les arts scéniques, la littérature, le design et le cinéma. La présence de Mika Taanila au Festival international du film de Rotterdam en 2013, un débat organisé à Bruxelles entre Minna Kemell-Kutvonen, directrice artistique de la société Marimekko, et la styliste Maija Louekari dans le cadre de l’édition 2012 de l’événement Design September, ou encore l’exposition Hel Looks – Street Styles from Helsinki qui s’est tenue en 2011 à Anvers sont quelques exemples de l’action menée par l’institut au cours de ces dernières années.
L’institut agit en partenariat  entre autres avec les ambassades de Finlande basées dans les pays de son ressort et fait partie du réseau EUNIC en étant rattaché à la branche néerlandaise de cette organisation et à son siège situé à Amsterdam. 